# Carucango
Carucango (Moçambique, século XVIII - Conceição de Macabu ou Macaé, 01 de abril de 1831) foi um escravizado e líder de um dos maiores quilombos do Estado do Rio de Janeiro. O nome é muitas vezes grafado como Carocango ou Querucango. Carucango é homenageado em Conceição de Macabu com nome de localidade, rio e serra . Em Macaé seu nome batiza uma rua.

## Nome de batismo cristão
Os escravos que chegavam nas Américas vindos da África, eram batizados com sobrenomes associados ao local de origem no continente africano. Carucango, chegando ao porto de Macaé, Estado do Rio de Janeiro, foi batizado e recebeu o nome de Antônio e sobrenome Moçambique – Antônio Moçambique.

## Biografia
Foi um escravo baixo, corcunda, manco da perna esquerda, conhecido por seus dotes de líder espiritual, ou nos dizeres da época: feiticeiro. Nasceu em Moçambique e foi levado já adulto como escravo para Macaé. Foi vendido a Francisco Gomes Pinto, fazendeiro da Freguesia de Nossa Senhora das Neves e Santa Rita. Carucango não aprendeu português, nem abandonou suas crenças religiosas. Estabeleceu liderança sobre os outros escravos da fazenda e organizou uma fuga.
Os escravos fundaram o denominado Quilombo do Carucango nas montanhas da Serra do Deitado. O quilombo foi destruído e Carucango foi linchado ao ser capturado. O seu corpo foi retalhado, seus membros e tronco exibido nas fazendas e na Freguesia das Neves. A cabeça foi espetada numa lança e colocada na estrada de Farumbongo, a maior movimento da região, onde permaneceu até decompor-se por completo. 

## A Lança do Quilombo
Em 1990 durante um desmatamento na localidade do Carucango em Conceição de Macabu, foi encontrada uma ponta de lança feita de ferro e bronze de quase 60 centímetros com um formato peculiar. Na opinião da Dra. Marta Heloísa Leuba Salum, especialista em Cultura Africana da USP, a ponta de lança tem um formato típico da cultura basongue, habitantes do sudeste da República Democrática do Congo. De acordo com a Dra. Salum tem-se conhecimento de métodos de fabrico de obetos de metal na África Central desde o Século XVIII. A ponta de lança foi tema de um programa da History Channel, Detetives da História.  